# Копетдаг

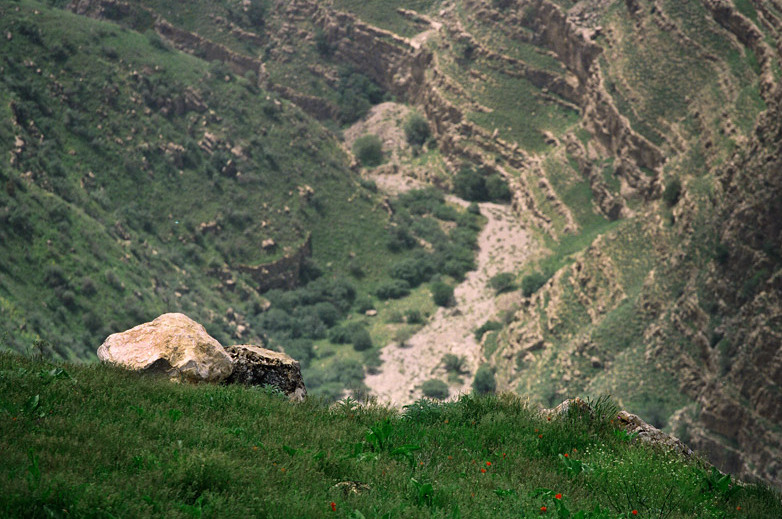
Копетдаг у травні

Копетда́г (тюрк. «багатогір'я»; перс. کپه‌داغ, туркм. Köpetdag) — велика гірська система в Ірані і Туркменістані, частина Туркмено-Хорасанських гір. Довжина близько 650 кілометрів, висота до 3117 метрів. Паралельні хребти, пасма і плато розділені подовжніми і поперечними долинами річок Атрек і Сумбар. Висока сейсмічність, така, що виявилася при сильному землетрусі 1948 року в Ашхабаді, під час якого загинули від третини до двох третин всіх мешканців міста. На схилах — напівпустельна рослинність. За радянських часів на території хребта в Туркменістані був створений Копетдазький заповідник.

## Розташування
Копетдаґ розташований переважно на території Ірану, менша, північніша частина — Туркменістану. Копетдаґ — частина Туркмено-Хорасанських гір, що є на північ від річки Горган і Кучано-Мешхедського долу. Довжина близько 650 км, ширина на північному заході до 200 км, в середній частині 80—95 км, на південному сході близько 40 км.
Копетдаг розташований в межах Альпійської складчастої області. Складчаста структура Копетдазького мегантиклинорія сформована у результаті альпійської складчастості, а інтенсивні неотектонічні підняття в пліоцені і антропогені створили великі особливості сучасного гірського рельєфу. Про рухливість, що продовжується, свідчать часті і сильні землетруси (1869, 1893, 1895, 1929, Ашхабадський землетрус 1948 року тощо). Копетдаг складений осадковими, переважно крейдяними, палеогеновими, неогеновими і частково юрськими вапняками, мергелями, пісковиками, конгломератами і глинами, зім'ятими в широкі і круті складки, перекинуті на північному сході. Уздовж північно-східного підніжжя Передового пасма, складки обмежені зоною розломів і насунені по серії лускових надвигів і на північ на структури Предкопетдазького прогинання.

## Корисні копалини
Ця зона має численні виходи мінеральних, зокрема теплих, джерел. Відомі родовища руд ртуті і миш'яку, бариту та вітериту, будівельного каменя.

## Рельєф
Стародавні етапи вирівнювання створили декілька ярусів вирівняних поверхонь, які в ході новітнього підняття були розчленовані. Реліктові залишкові плоскогір'я різко контрастують з крутосхилими молодими врезами. Разом з антиклінальними хребтами і синклінальними долинами зустрічаються синклінальні хребти, броньовані сарматськими вапняками; широко поширені асиметричні куестові пасма і столові плато. У глинисто-мергелістих товщах поширений глинястий карст; у вапняках юрського періоду виникла Бахарденська карстова печера з підземним озером Коу-Ата. У рельєфі Копетдагу своєю прямолінійністю виділяється переривисте Передове пасмо, відокремлене Великим Копетдазьким долом від системи примежових і осьових хребтів. Найвищий з них хребет Хезармесджед з однойменною вершиною (3117 м) знаходиться в Ірані. Над Ашхабадом здіймається хребет Саандак з вершиною Ризі (2942 м). Передове пасмо і більшість осьових хребтів витягнуті з південного сходу на північний захід; на заході Копетдаг має поділ на декілька пасом, що відхиляються до заходу і південного заходу. Південно-західний і південно-східний краї Копетдагу прорізують крізними ущелинами середнього перебігу річки Атрек і низин річки Кешефруд. На південному сході крізна ущелина р. Теджен (Геріруд) відокремлює Копетдаг від піднесеності Бадхиз. Ступінчасто-плосковерхі і крутосхильні хребти заввишки 1500—2000 м (на північному заході від 300 до 1000 м) порізані поперечними ущелинами і розділені подовжніми долинами, що терасують (найбільші у річок Сумбар, Чандир, Дорунгер). Вздовж базису звичайні пасма пагорбів, різко розчленовані ярами (бедленд). Широко поширені лесові підгірні шлейфи.

## Клімат
Клімат сухосубтропічний східно-середиземноморського типу. Середня температура січня знижується з висотою від +1 до −4 °C, липня — від +29 у передгір'ях до +18 °C у високогір'ях. Опадів випадає на рік від 120—150 мм (у підніжжях) до 500—550 мм у верхніх частинах навітряних схилів гір, найбільше у березні — квітні (середземноморські циклони полярного фронту). Випаровування влітку, особливо в передгір'ях, перевищує кількість опадів в 3—4 рази, у високогір'ях майже дорівнює їм. Взимку в долинах звичайні різкі відлиги в результаті дії фенів. Клімат сприятливий для оазисного субтропічного землеробства і мешкання людини.

## Гідрографія
Унаслідок сухості клімату, слабкого заледеніння вершин, і широкого розповсюдження водопроникних гірських порід всі річки Копетдаґу маловодні пересихають на значній частині своїх річищ або перетворюються на ланцюжки засолених озер. Живлення річок, найбільші з яких — Атрек, Сумбар, Теджен — головним чином ґрунтове за рахунок підземного стоку, весняних (у травні, наприклад, буває до 9 гроз) і епізодичних дощів, танення снігу на вершинах Ризі. Виходи вод у підніжжя передгірних шлейфів використовуються системою кяризів. Після виходу з Копетдаґу річки як правило розбираються на зрошування і втрачаються у конусі винесення. Раніше, при меншій господарській діяльності людини, більшість річок північного Копетдаґу належала сточищу Каспійського моря (Атрек, Узбой, Теджен), південного — внутрішнього стоку Ірану.

## Типи ландшафту
На схилах Копетдагу виразно виражена висотна поясність ландшафту. Льосові підгірні шлейфи і горбисті передгір'я до заввишки 300 м зайняті полинно-ефемеровою пустелею з світлими сіроземними ґрунтами. Первинна рослинність представлена тут весняними ефемерними осочково-мятликовими «луками», що зеленіють всього близько 2—3 місяців на рік з кінця березня по початок червня, і домішкою небагатьох багаторічників, вегетуючих влітку при кількості опадів 120—150 мм на рік. До північно-східного підніжжя Копетдаґу примикають оази, найбільші з них в Туркменістані, — Ахал-Теке (з містом Ашхабадом) і Атекська оаза, де переважають оброблені поля і сади зі штучним зрошуванням. На висотах 300—600 м зі збільшенням кількості опадів до 250 мм на рік переважають гірські пустелі і осоково-мятликові напівпустелі і сухі степи на темніших гірських сіроземах, з великою домішкою багаторічників (види кузіній зонтичні). У пустельні і напівпустельні передгір'я Копетдаґу проникають багато мешканців пустельних підгірних рівнин; характерні, що не зустрічаються, на цих рівнинах Meriones persicus, красава, рудувата пискуха. З хижаків — кіт-манул, гієна, індійський медоїд, з рептилій — змія-стріла і дуже отруйна пустельна гадюка — гюрза. На висоті 600-1.000 м, де випадає близько 300—350 мм опадів на рік, розвинені пирійно-великозлакові субтропічні гірські степи на гірських світло-каштанових ґрунтах. У гірських степах Копетдаґу мешкають афганська сліпушонка, хом'ячок сірий, гюрза, зустрічаються їжатець і архар. У чагарниках ущелин по долинах річок і струмків мешкають: кабан, леопард, лісовий вовчок, гніздяться зелений дятел і чорний дрізд. Для висот 1000—1500 м, де кількість опадів збільшується до 400—500 мм на рік, характерні гірські ковило-типчакові степи на червоно-коричневих ґрунтах і ділянки арчового рідколісся. На сухіших кам'янистих схилах звичайні хащі колючих подушковідних чагарників (Acantholimon, камеденосний трагакантовий астрагал тощо).
З тварин зустрічаються кабан, заєць-толай і рудувата пискуха, влітку нерідкий архар; в арчевниках із птахів — припутень, арчові дубоноси, чорний гриф; на прямовисних кручах і крутих скелях — безоаровий козел. Вище 2200 м гірські степи змінюються гірськими луками. Деревина рослинність ширше представлена на південному сході (фісташкові рідколісся) і в сильніше зволожених долинах західного Копетдаґу, куди проникли представники гирканської (північноіранської) флори; серед них багато диких плодових (волоський горіх, гранатник, інжир, мигдаль, мушмула, груша, барбарис, гліді, дикий виноград тощо), утворюючих на днищах долин стрічки «лісосадів».